# 梶裕貴のひとりごと
『梶裕貴のひとりごと』（かじゆうきのひとりごと）は2014年 4月13日から2020年 9月27日まで文化放送超!A&G+で放送されていたラジオ番組である。
パーソナリティは梶裕貴。

## 番組概要
「声優・梶裕貴がゆる～く、気楽にやっていく30分」がコンセプトとなっている。

## 放送時間
- 本放送 - 毎週日曜日 23:00 - 23:30
- 再放送 - 毎週土曜日 14:00 - 14:30（番組改変の為、2018年9月29日にて終了）

なお、文化放送の地上波でも、新番組開始までのつなぎ番組扱いとして、2014年7月7日（6日深夜）から2015年3月30日（29日深夜）まで（月曜未明 1:30 - 2:00）と、2016年9月29日から12月29日まで（木曜 21:00 - 22:00）に放送されていた。
2020年（令和2年）9月27日（日）をもって番組終了。

## 現在のコーナー
たしなみ
梶が好きなことや最近興味を抱いていることを嗜んでいくコーナー。
かけ声は「○○を少々」。
BGP
ぼっちくんグッズプロジェクト。
番組オリジナルキャラクターぼっちくんの新しいグッズを考えていくコーナー。

## 過去のコーナー
梶誘致
第3回（2014年4月27日）から第57回（2015年5月10日）まで放送された。